# 버버리
버버리 그룹 공공 유한 회사(영어: Burberry Group plc)는 아우터 웨어(의류), 패션 액세서리와 향수, 선글라스와 화장품 제조·판매를 하는 영국의 명품 패션 기업이다. 특유의 타탄 무늬는 버버리의 트레이드마크이다. 버버리는 창립자인 토마스 버버리가 디자인한 트렌치 코트로 가장 유명하다.
이 기업은 전 세계 매장과 프랜차이즈 브랜드 및 타사 매장에서 허가를 받아 판매하고 있다. 버버리는 1955년 엘리자베스 2세 여왕와 찰스 왕세자로부터 왕실 납품권(Royal Warrant)을 수여받았고, 영국 웨일스에 있는 버버리의 공장이 폐쇄에도 불구하고 유지 되고 있다. 크리스토퍼 베일리는 2014년 초부터, CEO와 크리에이티브 디렉터 (CCO)를 겸하고 있다.
2014년, 버버리는 브랜드 컨설팅 전문업체 인터브랜드에서 발표한 "최우수 글로벌 브랜드"에서 랄프 로렌과 휴고 보스를 제치고 73위를 차지했다. 버버리는 50개 이상의 국가에서 500개 이상의 매장을 운영하고 있다.

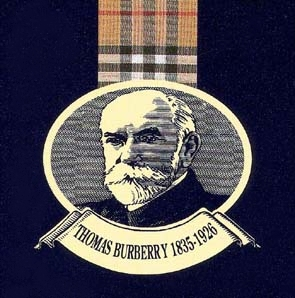
창립자 토마스 버버리

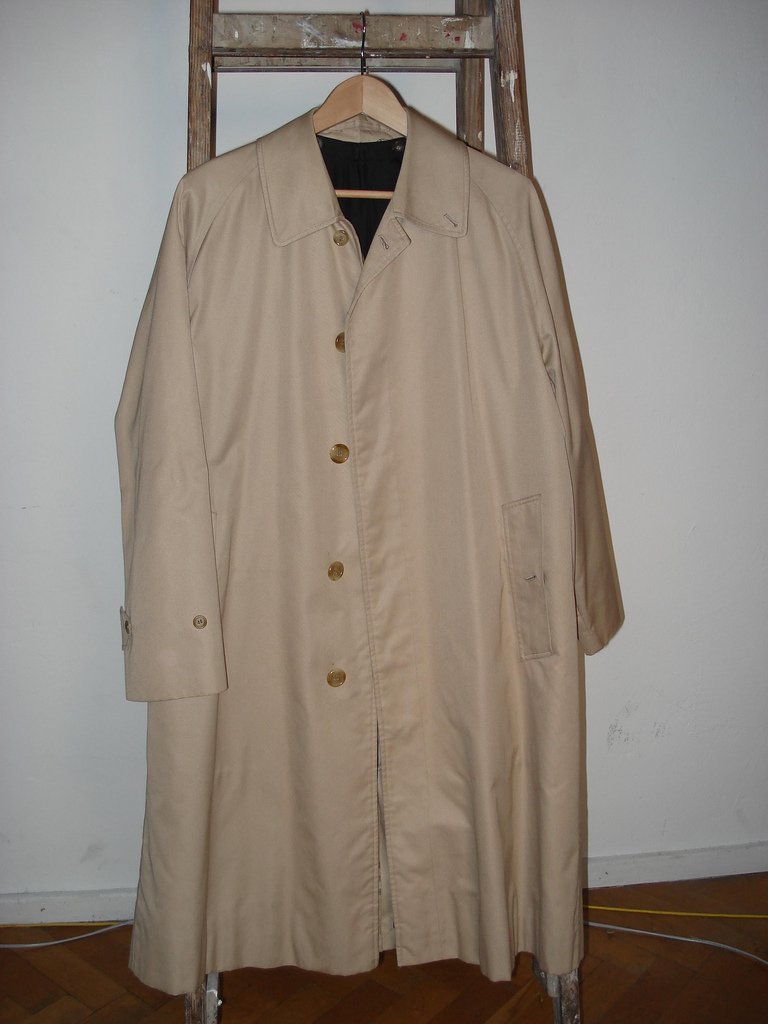
버버리 트렌치 코트

## 역사

### 19세기
버버리의 역사는 21살의 청년 토마스 버버리에 의해 1856년 영국 햄프셔의 작은 상점에서 시작됐다. 1870년에 들어서, 그는 아웃도어 옷차림을 개발하는데 집중하게 되었다. 1880년에 들어서 버버리는 탄탄하고 방수 기능이 뛰어난 개버딘이라는 소재를 소개한다.
버버리는 고유의 이름이었지만 전 세계 사람들이 이 회사를 Burberrys of London이라 부르자 이 회사는 그 이름을 Burberrys로 수정하게 된다. 이 이름은 아직도 오래된 버버리 제품에서 볼 수 있다.
1891년 버버리는 런던의 헤이마켓에 상점을 열게 되었고, 이 상점은 최근까지 버버리사의 본사가 되었었다.

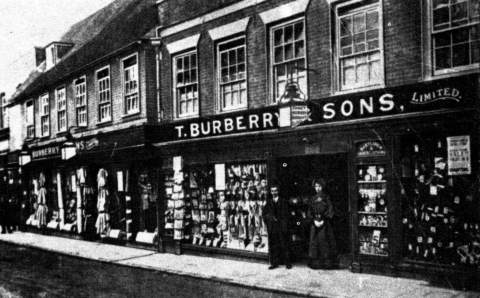
19세기 런던의 헤이마켓의 토마스 버버리와 아들

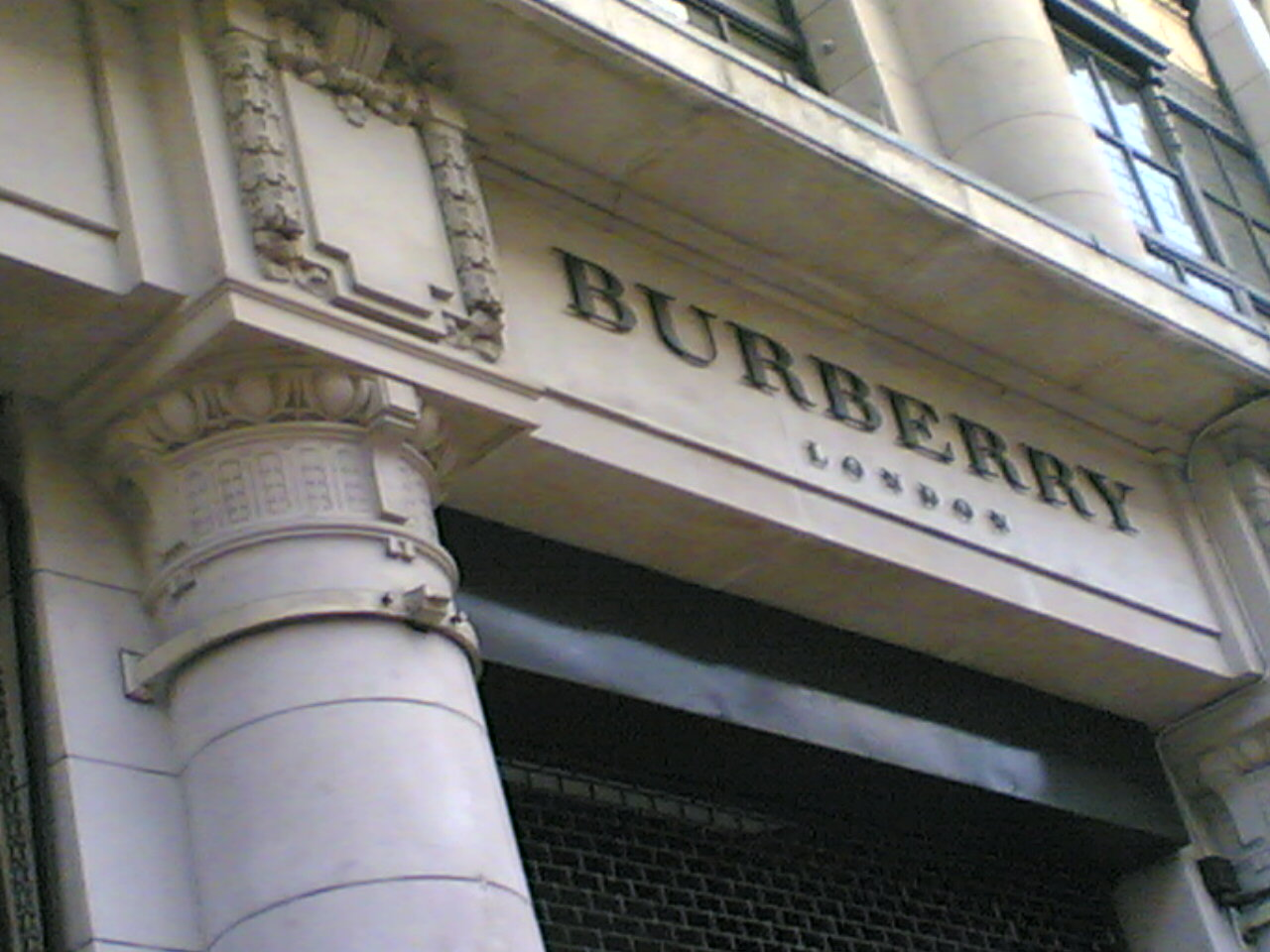
현재 헤이마켓 상점

### 20세기
1901년, 버버리의 기사 로고가 탄생했다. 깃발에 적혀있는 "프로섬(Prorsum)" 이란 단어는 전진을 의미하며 트레이드 마크로 등록되었다. 1914년 세계 최초로 남극에 도달한 어니스트 섀클턴 이 남극대륙을 횡단할 때 착용하였다. 또한 조지 말로리가 1924년 버버리 개버딘 자켓을 입고 에베레스트산에 등반하기도 했다.
1914년 버버리는 전쟁에 대비하기 위한 장교복의 제작 의뢰를 받는다. 이로서 트렌치 코트가 발명되었다. 전쟁 이후에 트렌치 코트는 일반인들에게 인기를 끌게 되었다. 버버리의 특유의 체크무늬는 1920년대에 트렌치 코트 안감으로 사용하기 위해 만들어졌다.
버버리는 1955년까지 독립회사였으나, GUS(Great Universal Stores)에 넘어갔다.
1998년 버버리(Burberry's)는 이름을 버버리(Burberry)로 바꾸었다. 대부분의 아이탬도 바뀌었으나 아직 많은 액세서리들이 Burberry's라는 이름을 달고 있었다.

### 21세기
2001년 5월, 크리스토퍼 베일리가 크리에이티브 디렉터 자리에 오르며 버버리에 합류하였고, 2009년 11월 치프 크리에이티브 디렉터 자리에 오르게 되었다. 베일리는 회사에 부를 가져다 주며 신용을 쌓아올렸다. 버버리 그룹은 2002년 7월 런던 증시에 상장하게 되었다.
2014년 베일리는 전임 CEO 아렌츠가 애플로 이직하자 최고경영자직을 맡게 되었다. 그런데 그에게 회사가 제안한 연봉조건이 문제로 불거졌다. 그가 버버리로부터 받은 급여는 주식으로만 2천만 파운드(한화 약 346억 원)에 이른다. 50%가 넘는 주주들이 베일리에 대한 연봉지급안에 반대표를 던졌다.

버버리 클래식 체크

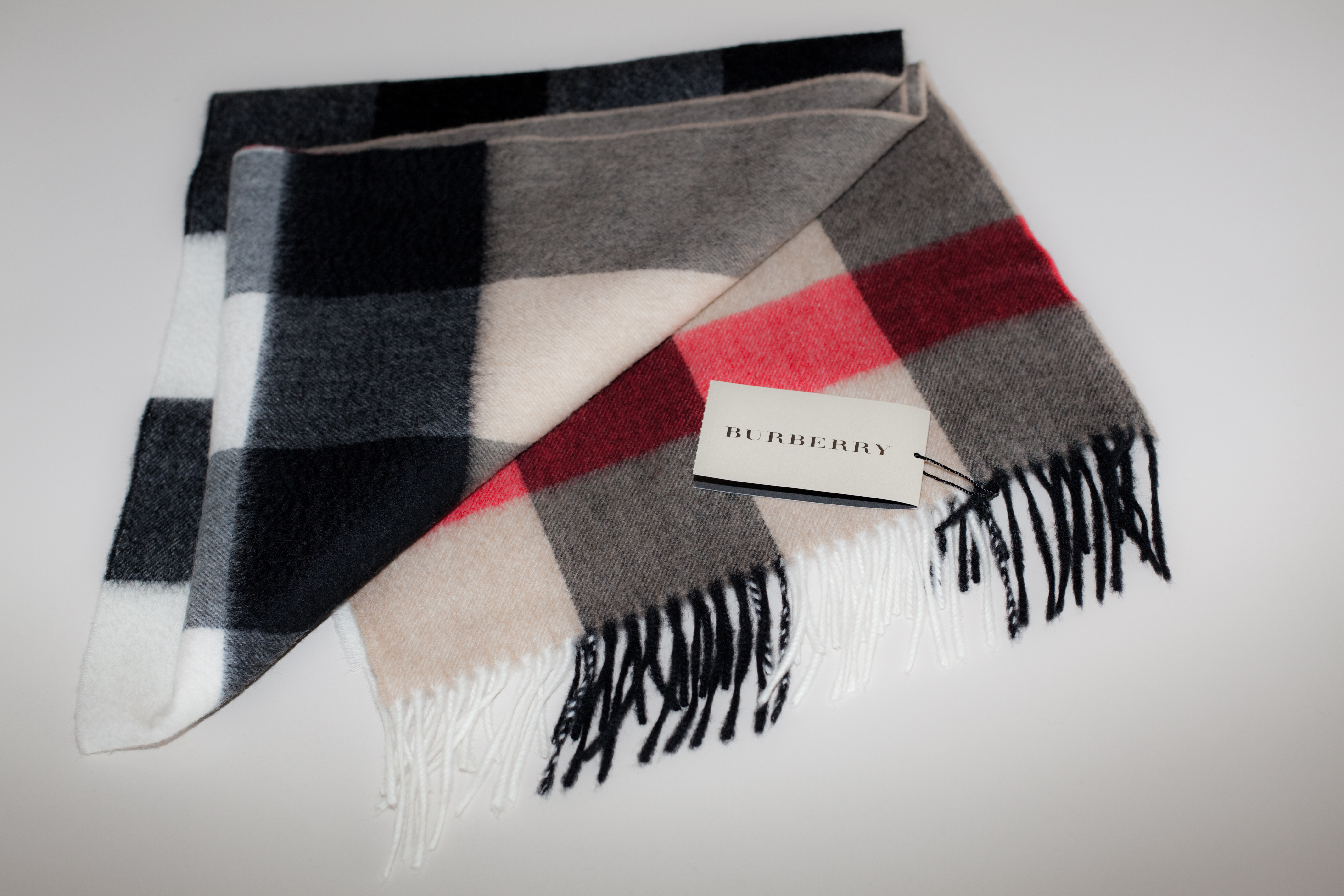
버버리의 머플러

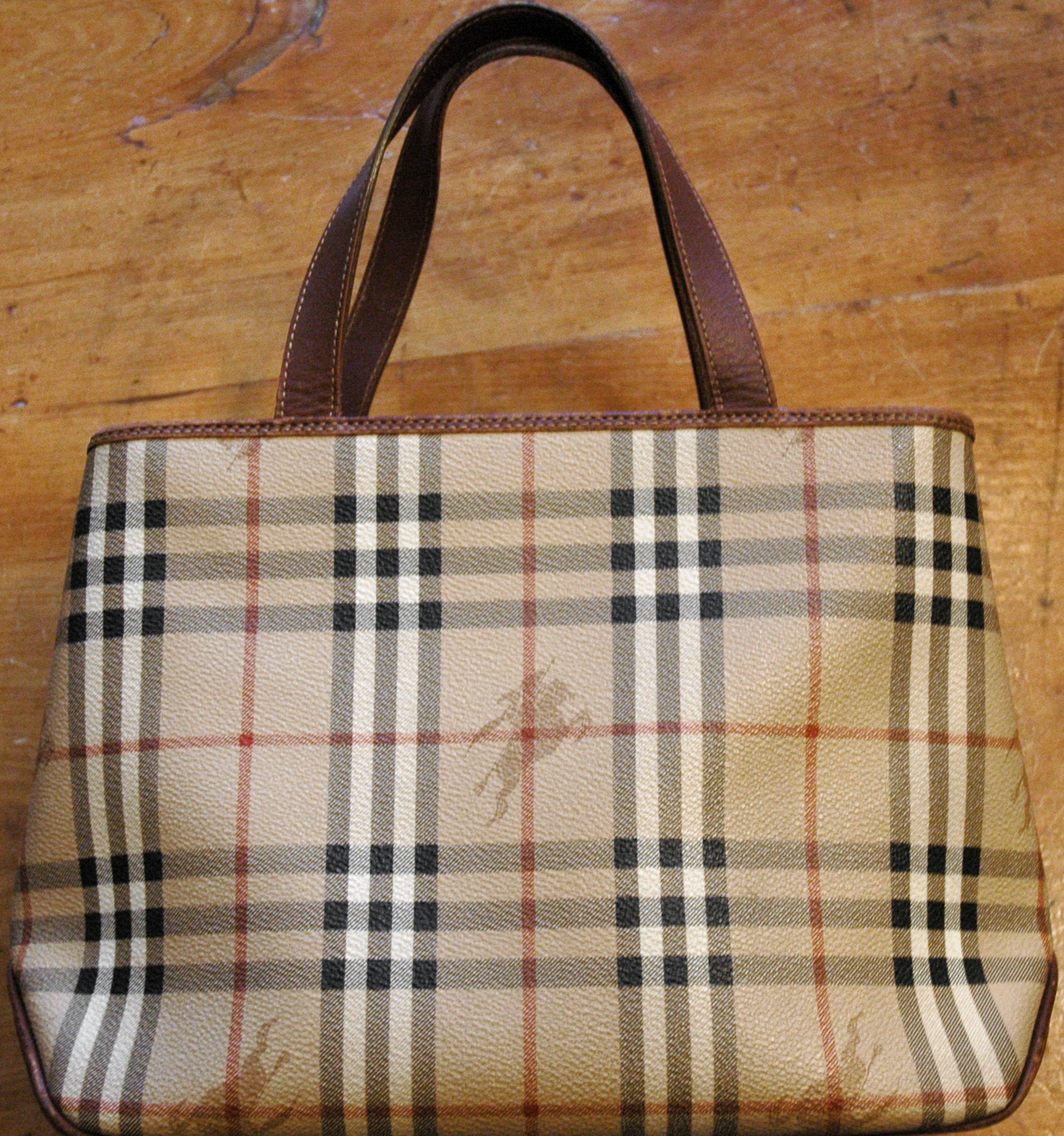
버버리의 핸드백

## 소송
- 쌍방울 '트라이'(TRY)가 속옷에 버버리 체크무늬를 도용하였다고 상표권 침해금지 소송 제기하였다.
- LG패션 '닥스' 상대 소송에서 법원은 LG패션에는 버버리에 3천만 원을 지급하고, 버버리에는 제조 ·판매 금지 등 다른 청구를 포기하도록 '강제조정' 결정을 하였다.
- 세정 그룹과 제일모직의 '빈폴' 체크무늬 도용 소송에선 패소했다.
- 2006년 아동복 브랜드 '광원어패럴'과의 소송에서는 패소했고, 2008년 매일유업의 아동복 브랜드 '제로투세븐'과의 소송에서는 승소하였다.
- 2009년엔 '버버리'란 이름을 달고 영업하는 충남 천안의 노래방 업주를 상대로 승소했다[12].

## 브랜드 라인
버버리는 2009년에 3가지 라인으로 전개된다:
- 버버리 프로섬 - 런웨이 패션쇼 중심의 가장 패션 지향적인 컬랙션이다. 브랜드의 디자인 영감을 제공한다.[14]
- 버버리 런던 - 비즈니스 복장을 포함한 전통적인 직장용 아웃웨어 아이템을 전개한다.[14]
- 버버리 브릿 - 전형적인 주말 의복으로 캐주얼한 아이템을 전개한다.[14]

## 같이 보기
- 호화 상품
- 나라별 호화 상표 목록
- 샤넬
- 토마스 버버리